# Systematisches Verzeichniss der im Indischen Archipel
Systematisches Verzeichniss der im Indischen Archipel (abreviado Syst. Verz. (Zollinger)) es un libro con ilustraciones y descripciones botánicas que fue escrito por el botánico, micólogo, pteridólogo, algólogo y explorador suizo Heinrich Zollinger y publicado en Zúrich en 3 volúmenes en los años 1854-1855, con el nombre de Systematisches Verzeichniss der im indischen Archipel in den Jahren 1842-1848 gesammelten sowie der aus Japan empfangenen Pflanzen. Herausgegeben von H. Zollinger.